# N-pla
En matemàtiques, si n és un nombre natural, aleshores una n-pla (de vegades n-tupla) és una seqüència o llista ordenada de n objectes, i aquests elements es diu que són les seves components. Si anomenem a1 la primera d'aquestes components, a₂ la segona i així successivament fins an la n-èsima; es designa la n-pla corresponent amb la notació {\displaystyle (a_{1},a_{2},...,a_{n})}. De vegades s'usen altres delimitadors diferents als parèntesis, com els claudàtors [ ] o els claudàtors angulars ⟨ ⟩. Les claus { } no s'empren gairebé mai en aquest sentit perquè són la notació estàndard dels conjunts.
Formalment es defineix la relació d'igualtat entre dues n-ples {\displaystyle (a_{1},a_{2},...,a_{n})} i {\displaystyle (b_{1},b_{2},...,b_{n})} quan aquestes comparteixen totes les seves components, és a dir:
{\displaystyle (a_{1},a_{2},...,a_{n})=(b_{1},b_{2},...,b_{n}):\iff a_{1}=b_{1},a_{2}=b_{2},...,a_{n}=b_{n}}
Les n-ples són els elements del producte cartesià {\displaystyle E_{1}\times E_{2}\times \cdots \times E_{n}} dels {\displaystyle n} conjunts {\displaystyle E_{1},E_{2},...,E_{n}}. També es poden veure com la generalització a {\displaystyle n} components dels parells ordenats. Els noms tradicionals per a n-ples de n petita són singletó per la 1-pla, parell per la 2-pla, terna per la 3-pla, quaterna o quaternió per la 4-pla.

## Propietats
Les principals propietats que distingeixen les n-ples o llistes ordenades d'altres objectes matemàtics com els conjunts són:
- Pot contenir un mateix element més d'una vegada, {\displaystyle \{a,b,b\}=\{a,b\}} però {\displaystyle (a,b,b)\neq (a,b)}.
- L'ordre en el que apareix cada element té importància, {\displaystyle \{a,b\}=\{b,a\}} però {\displaystyle (a,b)\neq (b,a)}.
- Té mida finita {\displaystyle n\in \mathbb {N} }.

En concret, la primera d'aquestes propietats el distingeix d'un conjunt totalment ordenat, la segona d'un multiconjunt i la tercera d'una successió. En relació amb aquestes últimes, una n-pla també es pot veure com una aplicació des d'un subconjunt finit de ℕ, és a dir, la n-pla {\displaystyle (a_{1},a_{2},...,a_{n})} es pot definir amb la funció
{\displaystyle \{1,2,...,n\}\rightarrow A}
{\displaystyle i\mapsto a_{i}}

## Teoria de conjunts
Tot i que els conceptes de n-pla i de conjunt són diferents (vegeu-ho a l'apartat propietats), en teoria de conjunts es pot definir el primer a partir del segon. La forma usual de fer-ho és identificant la n-pla {\displaystyle (a_{1},a_{2},...,a_{n})} amb el conjunt
{\displaystyle \{a_{1},\{a_{1},\{a_{2},\{a_{2},\{a_{3},\{a_{3},\{\cdots ,\{a_{n-1},\{a_{n-1},a_{n}\}\}\cdots \}\}\}\}\}\}\}}.
O bé reduint-ho a parells:
{\displaystyle (a_{1},a_{2},...,a_{n}):=(a_{1},(a_{2},(\cdots ,(a_{n-1},a_{n})\cdots )))}.
i usant la definició formal conjuntista del parell ordenat:
{\displaystyle (a_{1},a_{2}):=\{a_{1},\{a_{1},a_{2}\}\}}.

## Vectors
Les n-ples a elements d'un cos K (és a dir, els elements del producte cartesià n-èsim {\displaystyle K^{n}=K\times \cdots \times K}) són l'exemple més usual de vectors. En concret, amb les operacions
{\displaystyle (a_{1},a_{2},...,a_{n})+(b_{1},b_{2},...,b_{n}):=(a_{1}+b_{1},a_{2}+b_{2},\cdots ,a_{n}+b_{n})} on {\displaystyle +} denota la suma del cos.
{\displaystyle \lambda (a_{1},a_{2},...,a_{n}):=(\lambda a_{1},\lambda a_{2},\cdots ,\lambda a_{n})} on {\displaystyle \lambda } és un element del cos i {\displaystyle \lambda a_{i}} és la multiplicació del cos.
tindrem ben definit un espai vectorial de dimensió {\displaystyle n} sobre el cos en qüestió.